# Cory Barlog

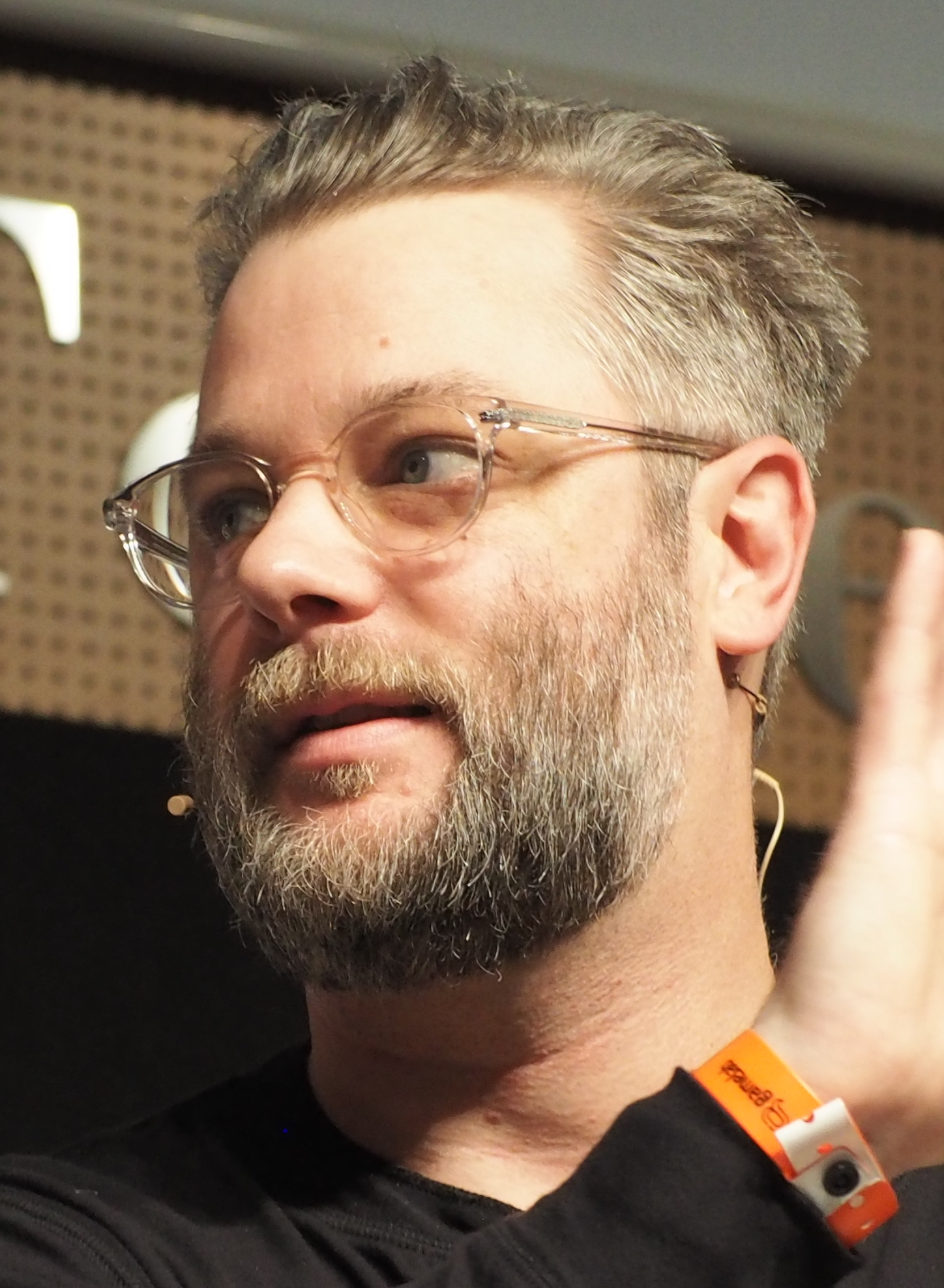
Cory Barlog (2019)

Cory Barlog (geboren am 2. September 1975 in Sacramento) ist US-amerikanischer Computerspielentwickler und derzeit Creative Director beim SIE Santa Monica Studio. Zu seinen Werken zählen God of War (2005), God of War II (2007) und God of War (2018), bei den beiden letztgenannten fungierte er als Game Director.

## Karriere
Bevor Barlog zu Sonys Santa Monica Studio kam, arbeitete er als Animationskünstler bei den Spielen Backyard Wrestling: Don’t Try This at Home und X-Men: Next Dimension.
Nach seinem Einstieg bei Santa Monica war Barlog der leitende Animator für God of War (2005) und Game Director von God of War II (2007), wofür er einen BAFTA für seine Autorentätigkeit an dem Spiel gewann. In den ersten acht Monaten der Entwicklung von God of War III (2010) war er auch als Game Director tätig. Es hieß, er arbeite an einem neuen Projekt. Obwohl er damals nicht zu Sony gehörte, half er beim Schreiben von God of War: Ghost of Sparta (2010).
Barlog arbeitete zeitweise zusammen mit den schwedischen Avalanche Studios, die vor allem für die Just-Cause-Serie bekannt sind, an einer Computerspieladaption von Mad Max.
Im März 2012 wurde bekannt gegeben, dass Barlog sich Crystal Dynamics angeschlossen hat, um die Zwischensequenzen für das neue Tomb-Raider-Spiel Tomb Raider (2013) zu inszenieren. Er verließ das Unternehmen im April 2013.
Im August 2013 wurde bekannt, dass Barlog zu SIE Sony Santa Monica zurückgekehrt ist und „ein Team zusammenstellt“, um an einem neuen Spiel zu arbeiten. Dies war God of War (2018) für die PlayStation 4 und PC, bei dem Barlog als Creative Director für das Studio arbeitete. Für das Spiel gewann er den Game Award für die beste Spielregie, während das Spiel bei derselben Preisverleihung als bestes Spiel des Jahres ausgezeichnet wurde. Zudem erhielt es den BAFTA Games Award für das beste Spiel des Jahres. Beim Nachfolger God of War Ragnarök, das 2022 erschienen ist, fungierte er als Produzent.
Nach einer Auszeit möchte Barlog ein komplett neues Spiel erschaffen, das nicht auf einer bestehenden Spieleserie basiert.

## Ludografie
| Jahr | Spiel                                      | Rolle                                          | Studio                  |
| ---- | ------------------------------------------ | ---------------------------------------------- | ----------------------- |
| 2002 | X-Men: Next Dimension                      | Leitender Animator                             | Paradox Development     |
| 2003 | Backyard Wrestling: Don’t Try This at Home | Leitender Animator                             | Paradox Development     |
| 2005 | God of War                                 | Leitender Animator                             | SIE Santa Monica Studio |
| 2007 | God of War II                              | Game Director, Autor                           | SIE Santa Monica Studio |
| 2008 | God of War: Chains of Olympus              | Autor                                          | SIE Santa Monica Studio |
| 2010 | God of War III                             | Ursprünglicher Entwurf, Entwurf der Geschichte | SIE Santa Monica Studio |
| 2010 | God of War: Ghost of Sparta                | Autor                                          | SIE Santa Monica Studio |
| 2013 | Tomb Raider                                | Regie der Zwischensequenzen                    | Crystal Dynamics        |
| 2018 | God of War                                 | Game Director, Autor                           | SIE Santa Monica Studio |
| 2022 | God of War Ragnarök                        | Produzent                                      | SIE Santa Monica Studio |